# René Rodriguez-Teufer
René Rodriguez-Teufer (* 10. Mai 1974 in Viernheim) ist ein deutscher Neonazi aus Rheinland-Pfalz und Aktivist der Freien Kameradschaftsszene, der mehrfach für die NPD bei Landtags- und Bundestagswahlen antrat.

## Aktivitäten in neonazistischen Organisationen in den 1990er Jahren
Rodriguez-Teufer leistete nach einer Lehre zum Industriemechaniker den Wehrdienst bei den Fallschirmjägern der Bundeswehr ab. Später schulte er zum Fluggerätebauer um und wurde selbstständig tätig. Bereits Ende 1991 wurde er im neonazistischen Spektrum im Rhein-Neckar-Dreieck aktiv. Er war von Mitte 1992 bis 1994 Mitglied der regional aktiven Neonazi-Gruppe „Aktionsgemeinschaft Nationalrevolutionärer Kameraden“ bzw. „Aktionsfront Nationaler Kameraden“ (ANK) um Manfred Huck und Christian Hehl, wo er als geschäftsführender Kassenwart tätig war. 1993 wurde er Mitglied der FAP und nach der Gründung des Landesverbandes Mittelrhein/Saarpfalz wiederum geschäftsführender Kassenwart der dortigen FAP. Weiterhin war er Mitglied des „Förderwerkes Mitteldeutsche Jugend“ (FMJ). Auch die regionale Verankerung der Wiking-Jugend im Rhein-Neckar-Gebiet ging wesentlich auf ihn zurück. Wegen Fortführung der 1992 verbotenen „Deutschen Alternative“ (DA) stand Rodriguez-Teufer 1995 zusammen mit anderen Neonazis in Koblenz vor Gericht. Im Prozess wurde er von Ludwig Bock aus Mannheim verteidigt, der als Anwalt des Holocaust-Leugners Günter Deckert bekannt ist.

## Führender Kader der Kameradschaftsszene
Seit dem Verbot der neonazistischen Organisationen engagiert sich Rodriguez-Teufer zunächst im Umfeld des „Leitenden Gremiums“ (LG) der „Jungen Nationaldemokraten“ (JN) Rhein-Neckar und wenig später als „Freier Nationalist“ in der bundesdeutschen „Kameradschaftsszene“. Er gründete den „Nationalen Widerstand Bergstraße“ bzw. die „Kameradschaft Bergstraße“ mit, die seit 2001/02 im Raum Odenwald/Bergstraße aktiv ist und deren Internet-Domain auf Rodriguez-Teufer eingetragen war. Mittlerweile gehört er neben Hehl, Mario Matthes und Matthias Herrmann zu den führenden Personen des Kameradschaftsnetzwerkes „Aktionsbüro Rhein-Neckar“, deren Gründungsmitglied er ist und dem er seit 2003 angehört.

## Rechtsrockszene
Kurzzeitig war Rodriguez-Teufer in der Rechtsrock-Szene aktiv. Gemeinsam mit dem JN-Kader Alexander Feyen organisierte er bis 1997 den neonazistischen Musikversand  „Wiking-Tonträger“ in Hemsbach (Odenwald).

## Kandidat der NPD bei Bundestags- und Landtagswahlen
Bei der Bundestagswahl 2005 trat Rodriguez-Teufer als Direktkandidat für die NPD im Wahlkreis Worms an und erlangte 2,3 % der Stimmen. Bei der Landtagswahl 2006 in Rheinland-Pfalz stand er auf Platz 3 der Landesliste der NPD und war damit der bestplatzierte „Kandidat der freien nationalen und sozialistischen Kandidaten auf der Liste der NPD zur Landtagswahl in Rheinland-Pfalz 2006“ (AB Rhein-Neckar). Neben ihm traten auch Sven Lobeck und Mario Matthes als parteifreie Kandidaten und Vertreter des neonazistischen „Aktionsbüros Rhein-Neckar“ an. Nach Informationen des Antifaschistischen Pressearchivs und Bildungszentrums Berlin (APABIZ) existieren durch einen Hack des internen Forums der „Freien Kameradschaften Rhein-Neckar“ und des „Aktionsbüros Rhein-Neckar“ Hinweise darauf, dass bei der Nominierung der Kandidaten für die Landesliste der NPD zur Wahl in Rheinland-Pfalz im März 2006 die vorgeschriebenen gesetzlichen Bestimmungen nicht eingehalten wurden. Bei der Bundestagswahl 2009 kandidierte Rodriguez-Teufer erneut als Direktkandidat, diesmal im Wahlkreis Ludwigshafen-Frankenthal, und erreichte 1,2 % der Stimmen.